# Stefano Colagè
Stefano Colagè (né le 8 juillet 1962 à Canino, dans la province de Viterbe, dans la région du Latium) est un coureur cycliste italien, professionnel de 1985 à 1998.

## Biographie
En tant qu'amateur, il remporte plusieurs courses en Toscane et porte le maillot bleu de l'équipe nationale aux Jeux olympiques de Los Angeles en 1984. Il devient professionnel en 1985 avec l'équipe Dromedario.
Parmi les nombreux succès de sa carrière professionnelle, qui se termine en 1998, se détachent une étape du Tour de Suisse en 1991, sa victoire dans la Coppa Agostoni en 1992, dans Tirreno-Adriatico en 1995 et au Trophée Pantalica en 1995 et 1998. Il obtient également la médaille d'argent au championnat d'Italie 1985 et une troisième place à la Classique de Saint-Sébastien 1997, et porte le maillot azzuro lors de quatre éditions des championnats du monde, en 1986, 1988, 1989 et 1995.

## Palmarès

### Palmarès amateur
- 1982
  - Coppa 29 Martiri di Figline di Prato
- 1983
  - 1re étape du Baby Giro
  - Gran Premio Industria del Cuoio e delle Pelli
  - Coppa Ciuffenna
  - 2e de la Coppa 29 Martiri di Figline di Prato
  - 3e du championnat d'Italie sur route amateurs
- 1984
  - Gran Premio Chianti Colline d'Elsa
  - 3e du Baby Giro
  - 3e du Gran Premio Capodarco

### Palmarès professionnel
| - 1985 - 2e du championnat d'Italie sur route (Tour de Vénétie) - 3e du Grand Prix de la ville de Camaiore - 3e de Milan-Vignola - 1986 - Tour d'Ombrie - 1987 - Mémorial Nencini (contre-la-montre) - 2e du Grand Prix de l'industrie et de l'artisanat de Larciano - 1988 - 1re épreuve du Trittico Premondiale - 2e du Grand Prix de l'industrie et de l'artisanat de Larciano - 2e du Tour des Apennins - 3e du Tour du Frioul - 1989 - 2e étape du Tour des Pouilles - Tour d'Ombrie - 1re épreuve du Trittico Premondiale - 3e du Tour de Calabre - 3e de la Coppa Bernocchi - 1990 - 2e du Tour des Pouilles - 2e du Tour de Campanie - 1991 - 10e étape du Tour de Suisse - 2e de la Coppa Sabatini - 1992 - 4e étape du GP Pony Malta - Tour de l'Etna - 2e étape de Tirreno-Adriatico - Coppa Agostoni - 2e du Trophée Pantalica - 2e du Grand Prix de l'industrie et de l'artisanat de Larciano | - 1993 - 2e et 4e étapes du GP Pony Malta - 1re étape du Tour du Táchira - 10e de la Classique de Saint-Sébastien - 1994 - 1re et 3e étapes du GP Pony Malta - 1re épreuve du Trofeo dello Scalatore - 3e de Tirreno-Adriatico - 1995 - 1re, 2e et 5e étapes du GP Pony Malta - Trophée Pantalica - Tour de l'Etna - Grand Prix de Lugano - Tirreno-Adriatico : - Classement général - 4e étape - Classement général du Tour de Calabre - 1re épreuve du Trofeo dello Scalatore - 3e des Trois vallées varésines - 3e de la Coppa Sabatini - 1996 - Critérium des Abruzzes - 3e du Tour des Pouilles - 1997 - 3e du Critérium des Abruzzes - 3e de la Classique de Saint-Sébastien - 1998 - Trophée Pantalica - 3e du Tour du Piémont |

## Résultats sur les grands tours

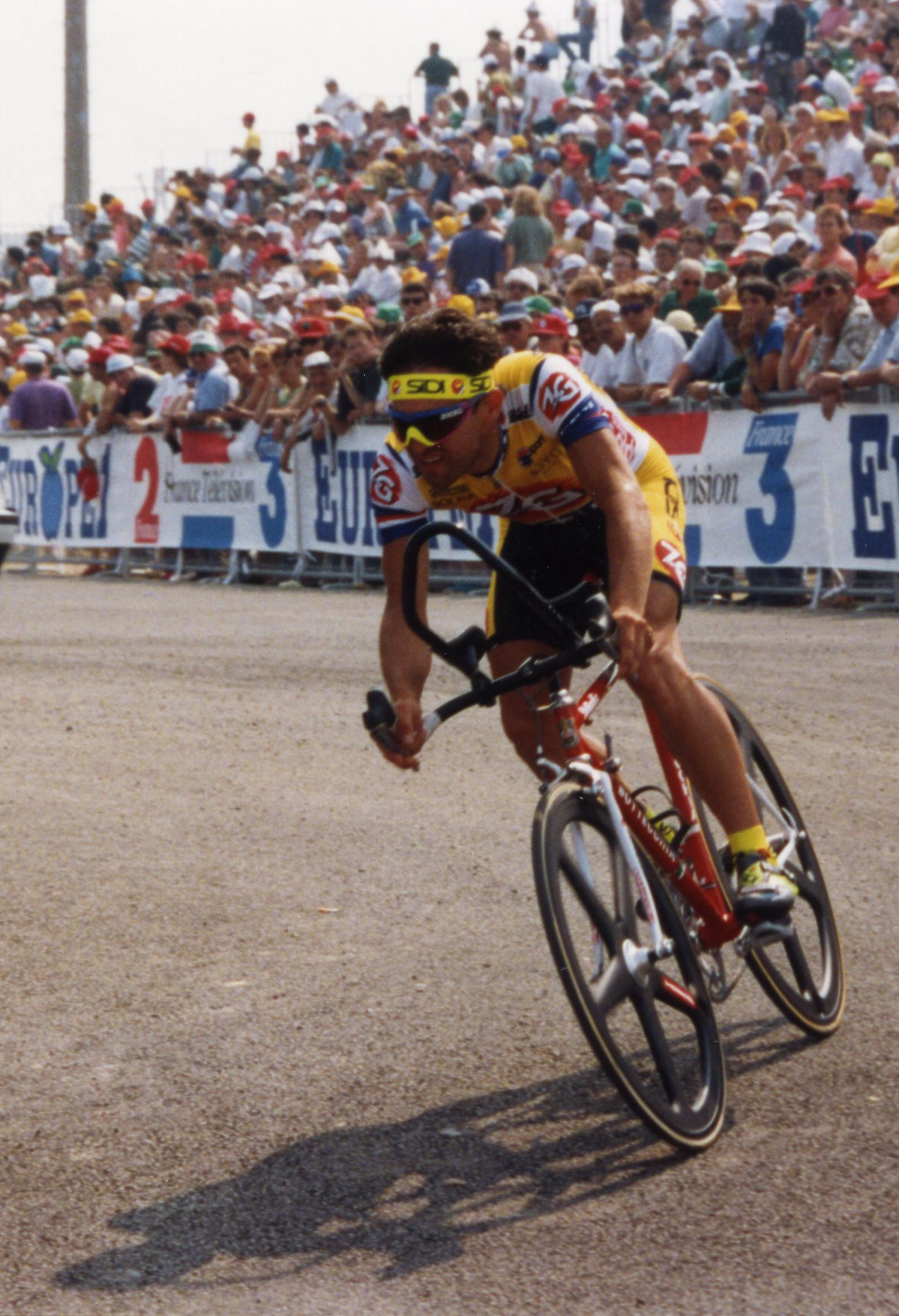
Stefano Colagè au prologue du Tour de France 1993.

### Tour d'Italie
8 participations
- 1985 : non-partant (16e étape)
- 1986 : 13e
- 1987 : abandon (20e étape)
- 1988 : abandon (17e étape)
- 1990 : abandon (16e étape)
- 1991 : abandon (17e étape)
- 1992 : abandon (7e étape)
- 1993 : 87e

### Tour de France
4 participations
- 1993 : 60e
- 1994 : non-partant (12e étape)
- 1995 : 106e
- 1996 : abandon (7e étape)

### Tour d'Espagne
3 participations
- 1988 : abandon (16e étape)
- 1989 : 79e
- 1997 : 53e